# أرمين كريمر
أرمين كريمر (بالألمانية: Armin Kremer) مواليد 4 ديسمبر 1968، هو سائق راليات ألماني. بدأ مسيرته في سنة 1995. كان أول رالي له هو رالي البرتغال 1995. شارك في بطولة العالم للراليات. شارك في رالي التحدي عبر القارات.

## روابط خارجية
- أرمين كريمر على موقع Rallye-info.com (الإنجليزية)
- أرمين كريمر على موقع eWRC-results.com (الإنجليزية)